# Sprite (Getränkemarke)
Sprite ist eine Limonade mit Zitronen- und Limettengeschmack der Coca-Cola Company. Ursprünglich enthielt sie Wasser, Zucker und Zitronensaft. Sie entstand 1959 als Geschmacksrichtung „Klare Zitrone“ von Fanta und wurde 1968 zu Sprite.

## Geschichte
Der Name Sprite setzt sich aus den englischen Wörtern sprinkle („spritzen“) und lite („leicht“) zusammen. Neben Coca-Cola und Fanta ist Sprite eine der vielen weltweiten Coca-Cola-Marken. Bis 2023 enthielt sie nur noch einen sehr geringen Anteil Zitronensaft, aber auch etwas Limettensaft sowie natürliches Zitronen- und Limettenaroma. Die Zutaten waren (laut Zutatenliste 2019): Wasser, Zucker, Kohlensäure, Säuerungsmittel Citronensäure, Zitronensaft aus Zitronensaftkonzentrat (1 %), Limettensaft aus Limettensaftkonzentrat (0,1 %), Säureregulator Natriumcitrat, natürliches Zitronen- und Limettenaroma.
Seit Anfang 2023 wurde die Rezeptur unter dem Slogan New Irresistible Taste (Neuer unwiderstehlicher Geschmack) erneut verändert. Laut der neuen Zutatenliste entfielen die Anteile von Zitronen- und Limettensaft komplett und es wurde als weiteres Säuerungsmittel Weinsäure hinzugefügt. Das natürliche Zitronen- und Limettenaroma rutschte dabei in der Reihenfolge der Zutaten vor den Säureregulator Natriumcitrat. Damit enthält Sprite nun keinerlei Saftanteile mehr und bezieht seinen Geschmack nur noch aus natürlichen Aromastoffen.
Es gibt außerdem den Ableger Sprite Zero (bis Mai 2005 Sprite Light), bei dem Zucker durch die künstlichen Süßstoffe Natrium-Cyclamat (E 952), Aspartam (E 951) und Saccharin-Natrium (E 954) ersetzt wurde. In den USA gibt es außerdem noch Sprite Remix, das einen Cranberry-Geschmack aufweist, und Sprite Ice Cube (z. B. in Belgien) mit Pfefferminz-Geschmack. In den USA hat das Unternehmen Sprite-Green herausgebracht. Für dieses Getränk wird als alternativer Süßstoff der Wirkstoff der Stevia-Pflanze verwendet. Dieses Getränk sieht das Unternehmen als Prototyp einer neuen Getränkegeneration an; Coca-Cola hat zwischenzeitlich 24 Patente auf steviahaltige Getränke eingereicht.
Seit 2010 gibt es in der Volksrepublik China Sprite Tea mit dem Geschmack von Sprite und Grünem Tee.
2017 wurde in Österreich angekündigt, den Zuckergehalt von Sprite zu reduzieren. Aktuell werden dem Getränk hier die künstlichen Süßstoffe Acesulfam K und Aspartam beigemengt.
2018 wurden im deutschsprachigen Raum zuckerfreie limitierte Sommersorten eingeführt: In Deutschland Sprite Zitrone, Limette & Minze mit Zitronen-, Limetten- und Minzgeschmack und in Österreich Sprite Cucumber mit Gurkenaroma.

## Logos

Älteres Logo
Logo bis 2009
Logo von 2009 bis Sommer 2018
Logo bis 2022

## Verpackungen

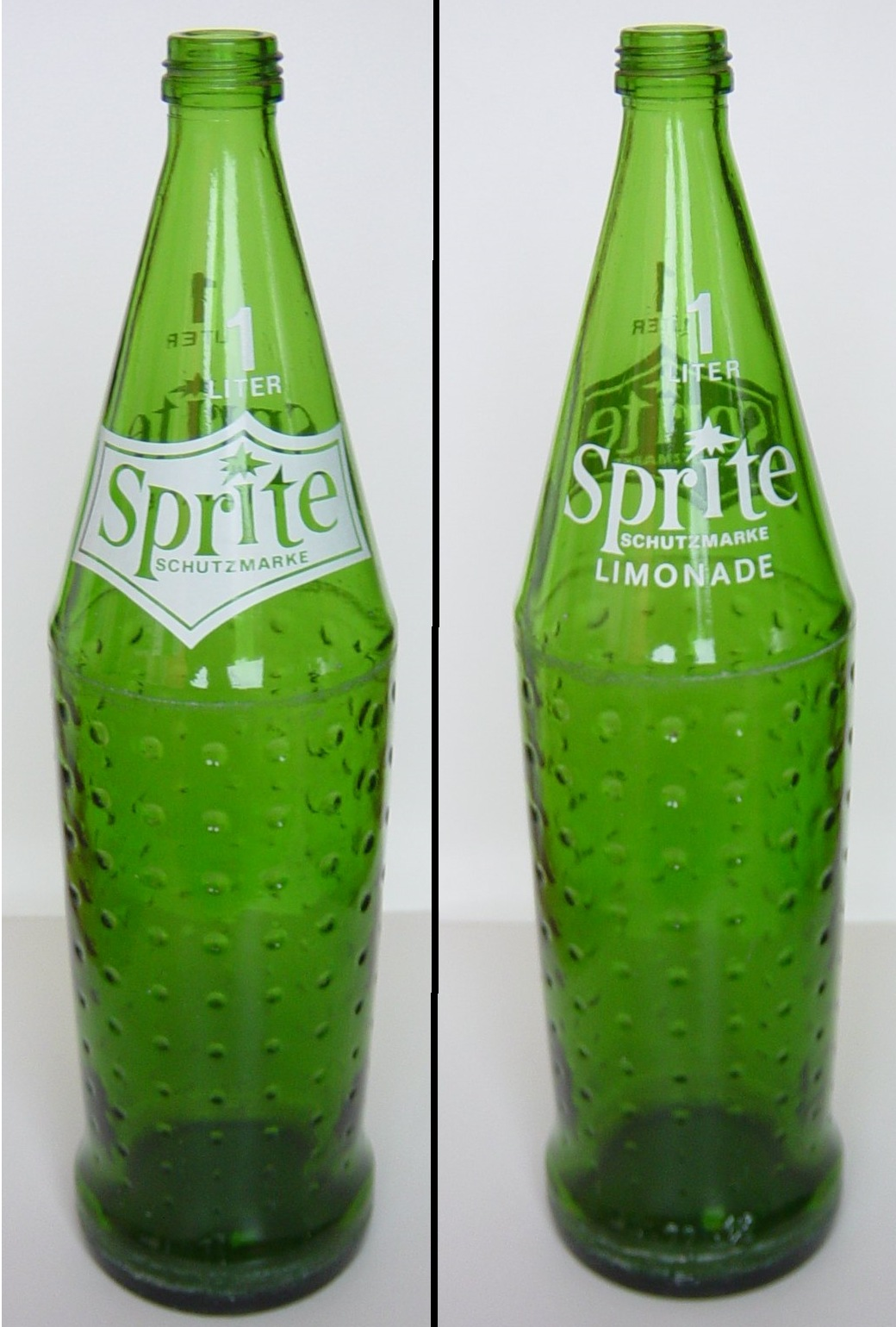
Glas-Pfandflasche (1 Liter) von 1972

Coca-Cola bezeichnet die spezielle Flaschenform als Dimple-Flasche. Heute findet man diese Flaschenform in Deutschland nur noch bei Einweggebinden. Sprite ist in Deutschland (Stand 2016) in folgenden Verpackungen erhältlich:
- PET-Mehrwegflasche zu 15 Cent Pfand: 1,0 Liter
- PET-Einwegflasche zu 25 Cent Pfand: 0,33, 0,5, 1,25, 1,5 und 2,0 Liter
- Einwegdose zu 25 Cent Pfand: 0,33 Liter
- Glas-Mehrwegflasche zu 15 Cent Pfand: 0,2, 0,33 und 0,5 Liter
- CC-Keg zu 25 Euro Pfand: 9 und 18 Liter

Coca-Cola hat Anfang 2015 angekündigt, die PET-Mehrweg-Flaschen mit einem Volumen von 0,5 und 1,5 Litern einzustellen.
Die 1,5-Liter-Mehrwegflasche wird mit der Begründung des sinkenden Absatzes durch den demografischen Wandel eingestellt. Die 0,5-Liter-Mehrwegflasche leidet laut Coca-Cola an dem hohen Aufwand der Leergutrückführung, da sie als Mitnahmeartikel häufig an anderer Stelle zurückgegeben würde, als sie erworben wurde. Dadurch mussten leere Kästen im erhöhten Maß transportiert werden. Die Wiederbefüllquote war mit fünf bis sechs Umläufen die niedrigste der Mehrweggebinde, da auch fünfzehn Prozent der Flaschen erst gar nicht zurückgeführt wurden.
Die Mehrwegflaschen erreichen bei den Glasflaschen im Schnitt zwanzig und bei den PET-Flaschen im Schnitt fünfzehn Umläufe.
In der Vergangenheit war Sprite auch in folgenden Verpackungen erhältlich:
- Glas-Mehrwegflasche (bepfandet): 0,25 Liter
- Glas-Mehrwegflasche (bepfandet): 0,7 Liter
- Glas-Mehrwegflasche (bepfandet): 1,0 Liter
- PET-Mehrwegflasche (bepfandet): 0,5 und 1,5 Liter
- Einwegdose (bepfandet): 0,25 Liter
- Glas-Einwegflasche (pfandfrei): 0,33 und 1,0 Liter
- Einwegdose (pfandfrei): 0,15 Liter (nur bei Airlines)
- Einwegdose (pfandfrei): 0,33 und 0,5 Liter